# Laurent Boutonnat
Pour les articles homonymes, voir Boutonnat.
 (septembre 2016).
Si vous disposez d'ouvrages ou d'articles de référence ou si vous connaissez des sites web de qualité traitant du thème abordé ici, merci de compléter l'article en donnant les références utiles à sa vérifiabilité et en les liant à la section « Notes et références ».
Laurent Boutonnat est un producteur, auteur-compositeur et réalisateur français, né le 14 juin 1961 à Paris.

## Biographie

### Enfance et jeunesse
Son père, Pierre-Louis Boutonnat, né à Saint-Louis au Sénégal le 4 février 1935, a été tour à tour dirigeant d'entreprises, puis d'organisations comme la Croix-Rouge et le WWF. Il a été décoré de la Légion d'honneur, de l'ordre national du Mérite et figure dans le Who's Who.
Le 16 juin 1960, il a épousé Marielle Brunhes, fille de Julien Brunhes, qui a été présidente de l'association Europe-Passion, conseillère au ministère des Affaires sociales au « programme d'éducation à la vie », et secrétaire générale du Conseil supérieur de l'information sexuelle, de la régulation des naissances et de l’éducation familiale. Elle a publié quelques articles, dont « Adolescence, corps et sexualité » dans la revue Humœurs, des gens et des mœurs en juillet 1994 (revue des années 1994-1996, bâtie autour du combat pour le Pacs), ou encore dans le journal trimestriel Chrétiens & Sida en octobre 1992 : « Et la tendresse bordel ! ».
Laurent Boutonnat suit une éducation religieuse chez les jésuites. Passionné dès son enfance par la musique et le cinéma, il apprend à jouer très tôt du piano et réalise ses premiers courts-métrages à l'âge de dix ans.
Il est le frère de Dominique Boutonnat, devenu producteur de cinéma puis, en 2019, président du Centre national du cinéma et de l'image animée et a également trois sœurs[réf. nécessaire] dont Stéphanie Boutonnat travaillant pour Radio France et depuis 2020 au sein de l'équipe de programmation de la matinale de l'émission Le Sept neuf.
A l'automne 2013, alors qu'il est en couple avec Llona Orel, ancien mannequin russe, il devient père d'une fille nommé Angelina.

### Débuts au cinéma
Il réalise son premier long métrage, La Ballade de la féconductrice, à la fin des années 1970. Ce film fantastique comportant des scènes d’une extrême violence, ne sera diffusé que deux semaines dans une salle parisienne. Interdit aux moins de 18 ans — son auteur n’en a alors que dix-sept — il est néanmoins projeté au marché du film de Cannes.

### Débuts musicaux avec Mylène Farmer (1984-1986)
À 20 ans, il compose avec Jérôme Dahan la musique de Maman a tort et cherche une chanteuse pour l’interpréter. Il pense d’abord à Lio, mais le projet n’aboutit pas. Ensuite, il repère une jeune fille d’une quinzaine d’années mais y aurait finalement renoncé pour des raisons juridiques. Lors d’un casting, il tombe sous le charme d’une comédienne en herbe, séduit immédiatement par son « air psychotique ». « C’était elle. On ne l’avait pas encore entendue chanter mais je savais que c’était elle ». Mylène Farmer sort alors son premier 45 tours en mars 1984. La chanson bénéficie d’un vidéo-clip tourné pour la modique somme de 5 000 FRF. Depuis lors, le tandem Farmer-Boutonnat est inséparable.
Fort du succès de ce premier single, Laurent Boutonnat écrit et compose la majorité des chansons du premier album de la chanteuse, Cendres de lune, paru en 1986. Le second extrait, Plus grandir, introduit ce qui fera en partie le succès de la chanteuse : les vidéo-clips, que Laurent Boutonnat réalise désormais en 35 mm, comme de véritables petits films avec générique et avant-première.

### Consécration avec Mylène Farmer, succès et vidéo-clips (1987-1993)
La consécration n’intervient réellement qu’en 1986 avec le troisième extrait de Cendres de lune, Libertine et son vidéo-clip inspiré de Barry Lyndon, succès confirmé par le single suivant, Tristana dont le clip est nommé aux Victoires de la musique. Laurent Boutonnat crée la société Toutankhamon SA.
Au printemps 1988, sort l’album Ainsi soit je..., entièrement composé par Boutonnat qui laisse désormais l’écriture à Mylène Farmer. L'album est un triomphe (1 800 000 ventes). Laurent Boutonnat tourne les clips de Sans contrefaçon (avec Zouc), Ainsi soit je..., Pourvu qu’elles soient douces (Libertine II), qui sera le plus long vidéo-clip scénarisé français : dix-sept minutes. Suivent Sans logique et À quoi je sers, qui entérinent le personnage de la chanteuse. Laurent Boutonnat met également en scène la première tournée de Farmer en 1989, et réalise le film En concert, toujours en 35 mm, qui sort l'année suivante.
En 1991, il compose les musiques de L'Autre..., le troisième album de Mylène Farmer, et réalise les clips de Désenchantée, Regrets, Je t'aime mélancolie et Beyond My Control. Désenchantée connaît un énorme succès, et permettra à l'album de dépasser les deux millions de disques vendus. Elle a également été la chanson française la plus diffusée dans le monde en 2004 selon la SACEM.
Le vidéo-clip de Beyond My Control (1992), censuré pour son contenu trop explicite, est le dernier réalisé par Laurent Boutonnat pour Mylène Farmer jusqu'en 2001.

### Giorgino(1994)
En 1994, il réalise son rêve en tournant Giorgino, avec Mylène Farmer dans le rôle principal. L'atmosphère très sombre et la durée du film (3 heures) n'attirent pas les spectateurs, qui lui préfèrent Forrest Gump, Pulp Fiction ou encore Léon. Blessé par l'échec de son film, le réalisateur en rachète les droits et en empêchera toute diffusion. Il finira cependant par céder à la pression d'un public fidèle à son univers (des pétitions pour la sortie du film circulaient sur Internet) et, fortifié par le succès de Jacquou le Croquant, décidera d'éditer Giorgino en DVD, treize ans après sa sortie en salles. Le film bénéfice depuis le 27 novembre 2024 d’un blu-ray en version restaurée 4K 

### Retour musical et nouvelles collaborations artistiques (1995-2005)
Début 1995, il produit et compose l'album Anamorphosée de Mylène Farmer, au son plus rock. Il travaille également à la conception de la tournée qui suit, qu'il immortalise dans Live à Bercy (1996).
En 1997, il devient le producteur et compositeur de Nathalie Cardone, qui connaît un grand succès avec sa reprise de Hasta Siempre. Il participe à son premier album, et réalise les clips des singles Populaire, Mon ange et Baila si.
En 1999, sort Innamoramento de Mylène Farmer, album qu’il produit et compose en grande partie. Cependant, il ne participe pas à la conception du Mylenium Tour.
En 2000, il coproduit avec Mylène Farmer la jeune chanteuse Alizée, compose pour elle la musique de Moi... Lolita et réalise le clip. La chanson est un succès mondial (plus de 2 millions de ventes), suivie par un album triomphal, Gourmandises, lui aussi signé Farmer/Boutonnat.
En 2001, il reprend la caméra pour Mylène Farmer et réalise les clips de Les Mots et Pardonne-moi. Il réalise également les clips d’Alizée Parler tout bas et J'ai pas vingt ans, ainsi que son second album, Mes courants électriques. En 2003, il met en scène le spectacle de la jeune Corse et reçoit la même année le Grand Prix de l’Auteur-Réalisateur de l’Audiovisuel, décerné par la SACEM.
Il réalise l'année suivante un clip pour un jeune chanteur, Kamal Kacet, Ifkis, et produit l'album de ce dernier, Larmes noires.
En 2005, sort Avant que l'ombre..., le sixième album de Mylène Farmer dont il compose la quasi-totalité des musiques. Il met en scène le nouveau spectacle de la chanteuse Avant que l'ombre... À Bercy (2006).

### Jacquou le Croquant(2005)
Parallèlement, il entame le tournage d'un nouveau long-métrage, Jacquou le Croquant, adaptation du roman éponyme d’Eugène Le Roy et qui sort en France le 17 janvier 2007. Moins sombre que Giorgino, le film reçoit un bon accueil et atteint le million d’entrées.

### Retour à la musique et aux vidéo-clips (depuis 2006)
En 2008, il compose les musiques et produit Point de Suture, le septième album de Mylène Farmer, et participe à la direction artistique de son Tour 2009 (qui passera notamment par le Stade de France). Cette année, il compose également le titre Drôle de Creepie chanté par Lisa Gautier, la nièce de Mylène Farmer.
En 2011, il produit et compose les musiques des deux inédits de 2001-2011 (le deuxième best of de Mylène Farmer), Du temps et Sois moi-Be me, et réalise le clip de Du temps.
En 2012, il produit et compose les musiques de Monkey Me, neuvième album de Mylène Farmer, et réalise le clip du titre À l'ombre. L'année suivante, il met en scène la tournée de Mylène Farmer, Timeless 2013, dont il est le co-concepteur et co-directeur artistique du spectacle (avec Mylène Farmer), mais aussi arrangeur musical pour certains titres.
En 2018, il revient à la réalisation de clip avec dans un premier temps celui du titre N'oublie pas pour Mylène Farmer, puis S.E.X.T.O pour la jeune Julia qu’il produit avec Mylène Farmer, succédant ainsi à Alizée.

## Filmographie

### Cinéma
- 1978 : La Ballade de la féconductrice (film interdit aux moins de 18 ans en salle)
- 1994 : Giorgino
- 2007 : Jacquou le Croquant
- 2025 : Wild vs England, film sur Oscar Wilde actuellement en préparation

### Clips
- 1984 : Mylène Farmer - Maman a tort
- 1985 : Mylène Farmer - Plus grandir
- 1986 : Mylène Farmer - Libertine
- 1987 : Mylène Farmer - Tristana
- 1987 : Mylène Farmer - Sans contrefaçon
- 1988 : Mylène Farmer - Ainsi soit je...
- 1988 : Mylène Farmer - Pourvu qu'elles soient douces
- 1989 : Mylène Farmer - Sans logique
- 1989 : Mylène Farmer - À quoi je sers
- 1991 : Mylène Farmer - Désenchantée
- 1991 : Mylène Farmer - Regrets
- 1991 : Mylène Farmer - Je t'aime mélancolie
- 1992 : Mylène Farmer - Beyond My Control
- 1997 : Nathalie Cardone - Hasta siempre
- 1998 : Nathalie Cardone - Populaire
- 1999 : Nathalie Cardone - Mon ange
- 2000 : Nathalie Cardone - Baïla si
- 2000 : Alizée - Moi... Lolita
- 2001 : Alizée - Parler tout bas
- 2001 : Mylène Farmer - Les Mots
- 2002 : Mylène Farmer - Pardonne-moi
- 2003 : Alizée - J'ai pas vingt ans
- 2004 : Kamal Kacet - Ifkis
- 2011 : Mylène Farmer - Du temps
- 2012 : Mylène Farmer - À l'ombre
- 2018 : Mylène Farmer - N'oublie pas
- 2018 : Julia - S.E.X.T.O
- 2019 : Julia - Passe...comme tu sais
- 2020 : Julia - Et toi mon amour

### Concerts
- 1989 : Mylène Farmer - En concert (réalisation et collaboration artistique)
- 1996 : Mylène Farmer - Live à Bercy (collaboration artistique et coréalisation avec François Hanss)
- 2006 : Mylène Farmer - Avant que l'ombre... À Bercy (collaboration artistique)
- 2009 : Mylène Farmer - Tour 2009 (collaboration artistique)
- 2013 : Mylène Farmer - Timeless 2013 (collaboration artistique)
- 2019 : Mylène Farmer - Mylène Farmer Live 2019 (collaboration artistique)

## Composition

### Mylène Farmer
- Cendres de lune (1986) - Produit et compose 9 des 10 titres de l'album[5], en écrit 5
- Ainsi soit je... (1988) - Produit et compose 9 des 10 titres de l'album
- L'Autre… (1991) - Produit et compose l'album dans son intégralité
- Dance Remixes (1992) - Compilation de remixes réalisés par Laurent Boutonnat et Thierry Rogen - Produit par Laurent Boutonnat
- Anamorphosée (1995) - Produit et compose 11 des 12 titres de l'album
- Innamoramento (1999) - Produit et compose 8 des 13 titres de l’album
- Les mots (2001) - Best-of, produit et compose les 3 titres inédits
- Avant que l'ombre... (2005) - Produit et compose l’album dans son intégralité[6]
- Point de suture (2008) - Produit les 11 titres de l’album et en compose 10, le 11e en piste cachée étant une composition de Franz Schubert
- 2001-2011 (2011) - Best-of, produit et compose les 2 titres inédits
- Monkey Me (2012) - Produit et compose les 12 titres de l'album

Il est en outre l'arrangeur musical de tous les albums.
Compositions annexes pour Mylène Farmer : My mum is wrong (1984), L'Annonciation (1985), Puisque… (1988), Dernier Sourire (1989), À quoi je sers (1989), La veuve noire (1989), Mylène Is Calling (1991), Que mon cœur lâche (1992), My soul is slashed (1992), Effets secondaires (1999), L'Histoire d'une fée, c'est... (2000), Devant soi (2007) (Bande originale de Jacquou le Croquant), C'est pas l'heure (2010) (en duo avec Line Renaud) ainsi que les ouvertures et interludes des concerts.

### Autres artistes
- Nathalie Cardone - Album éponyme (1999) - Produit et compose 4 des 12 titres de l’album[7]
- Alizée - Gourmandises (2000) - Produit et compose les 10 titres de l'album
- Alizée - Mes courants électriques... (2003) - Produit et compose les 11 titres de l’album
- Lisa - Produit et compose le titre Drôle de Creepie (2008)
- Mona Kalina - Produit et compose les titres Addictive game, Big dick, Da! Da! Da!, Remember et We know how to party (2011)
- Julia - Passe... comme tu sais (2020) - Produit et compose les 11 titres de l'album

### BO de films
- 1980 : La Ballade de la féconductrice
- 1994 : Giorgino
- 1998 : Le Pèlerin
- 2007 : Jacquou le Croquant
- 2023 : Pérégrination, musique du défilé haute couture été 2023 Franck Sorbier